# Napoleone nel suo gabinetto di lavoro
Napoleone nel suo studio (Napoléon dans son cabinet de travail) è un ritratto di Jacques Louis David realizzato nel 1812 che rappresenta l'imperatore Napoleone I in uniforme nel suo studio alle Tuileries. Questo ritratto fu una commissione privata voluta dal nobile scozzese lord Hamilton, conservato oggi alla National Gallery of Art, Washington, D.C. Una seconda versione del dipinto venne realizzato da David con un colore leggermente più verde nell'uniforme, più simile a quella dei chasseurs à cheval. Quest'ultima versione entrò a far parte della collezione del principe Luigi Napoleone Bonaparte e dal 1979 è conservata presso la reggia di Versailles.

## Storia
Fu il duca di Hamilton personalmente a chiedere a David di dipingere l'imperatore in un momento intimo di lavoro, nel suo studio personale, affaccendato nella gestione dell'impero.

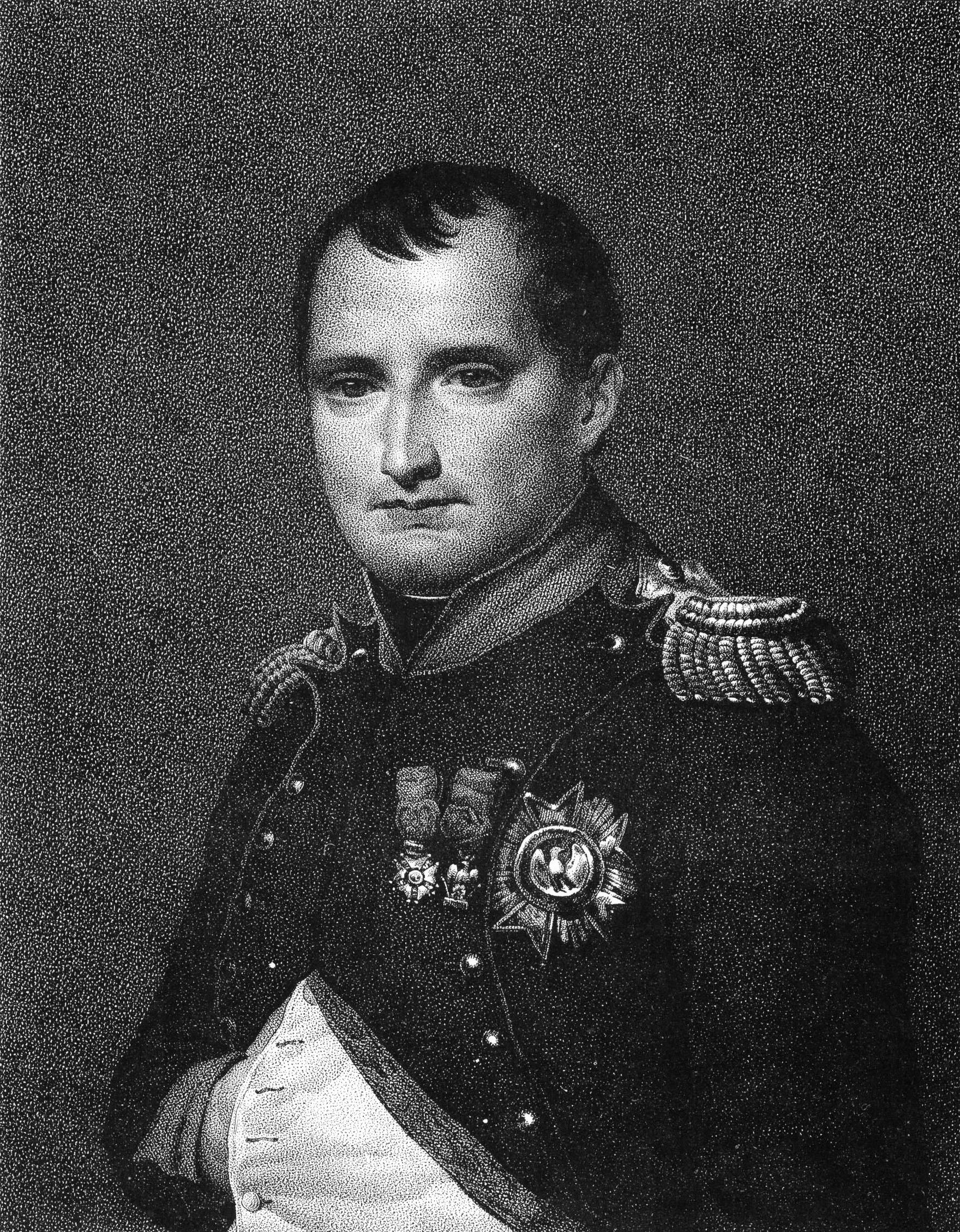
Napoleone nel suo gabinetto di lavoro, litografia di Louis Kramp del 1825 derivata dalla seconda versione del quadro dipinta da David

### Provenienza
Commissionata da lord Hamilton nel 1811, l'opera venne terminata nel marzo del 1812. Esposta ad Hamilton Palace, venne venduta nel 1882 a Archibald Primrose, V conte di Rosebery. Nel 1954 venne acquisita dalla fondazione di Samuel H. Kress che la depose nella National Gallery of Art di Washington.
La seconda versione venne invece iniziata nell'aprile del 1812, dipinta su commissione di un certo monsieur Huibans. Il dipinto rimase nell'atelier di David sino al 1824 quando venne venduta tramite l'intermediazione di Alquier per 15.000 franchi. Messa in vendita nuovamente a Beauvais nel 1857, venne acquisita dal ministro della Casa Imperiale per la somma di 10.000 franchi e posto nelle Tuileries, dove venne sequestrato alla caduta del Secondo Impero napoleonico. Restituito all'imperatrice Eugenia nel 1880, passò nella collezione del principe Napoleone e poi dal 1979 venne donato alla reggia di Versailles.

### Contesto

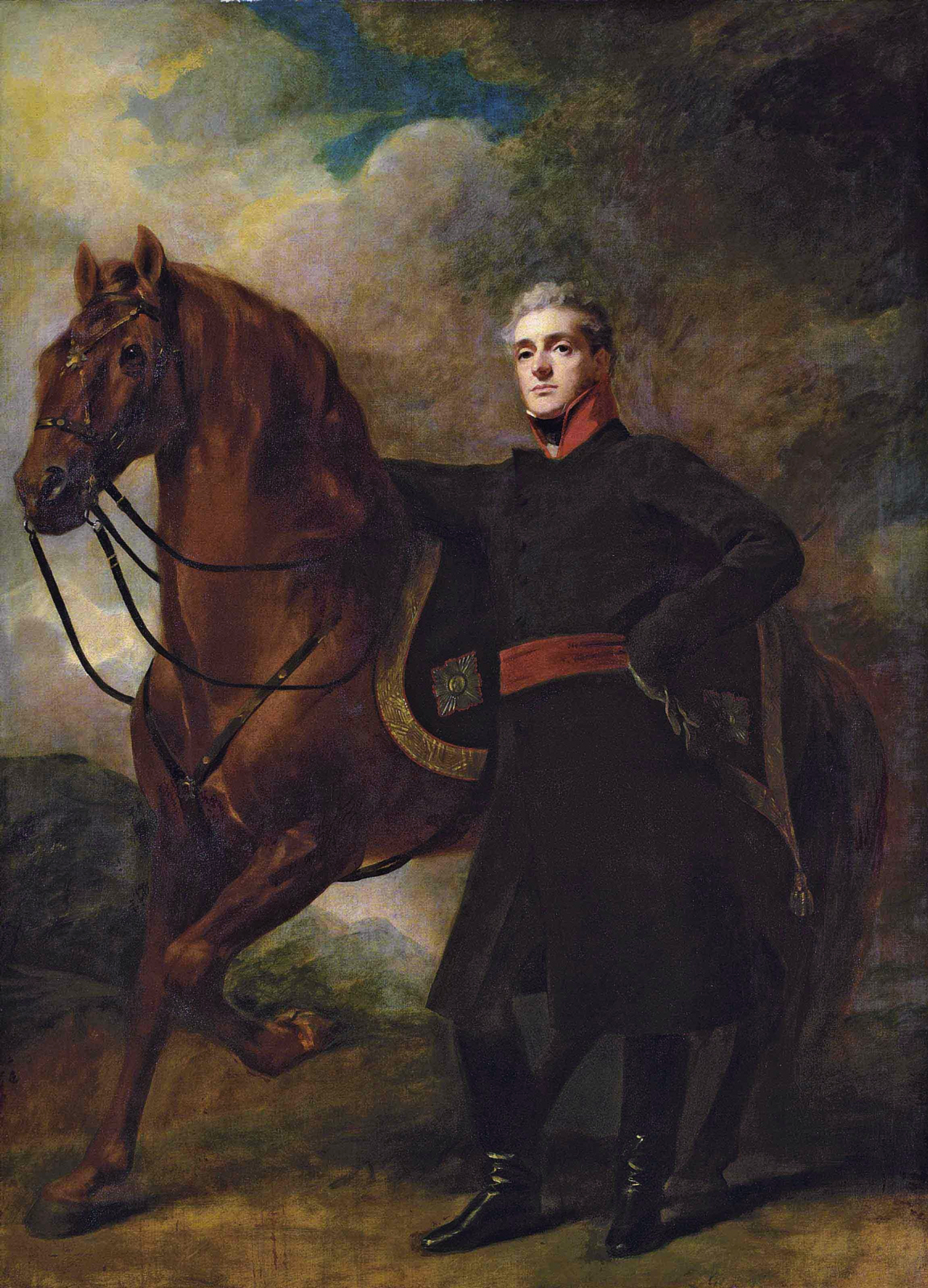
Alexander Hamilton, X duca di Hamilton (ritratto di Henry Raeburn 1812 c.), commissionò l'opera in quanto ammiratore di Napoleone.

Realizzato dopo la serie dei dipinti delle cerimonie napoleoniche (L'incoronazione di Napoleone e La distribuzione delle aquile), questo ritratto fu l'ultima realizzazione di David consacrata a Napoleone. La committenza pervenne da Alexander Hamilton, X duca di Hamilton, ammiratore dell'imperatore ed amico di sua sorella Paolina. Il duca, mecenate e collezionista d'arte, sostenne Napoleone nella speranza di poter restaurare la casata degli Stuart sul trono inglese. La commissione venne intrapresa grazie al cavaliere Férréol de Bonnemaison, artista emigrato in Inghilterra a seguito della Rivoluzione, che conosceva David personalmente. Questi fece da intermediario tra il duca ed il pittore sia per le condizioni della realizzazione che per le transizioni finanziarie. La commissione si concretizzò con una lettera che il duca trasmise a David tramite Bonnemaison, datata 3 agosto 1811.

## Descrizione

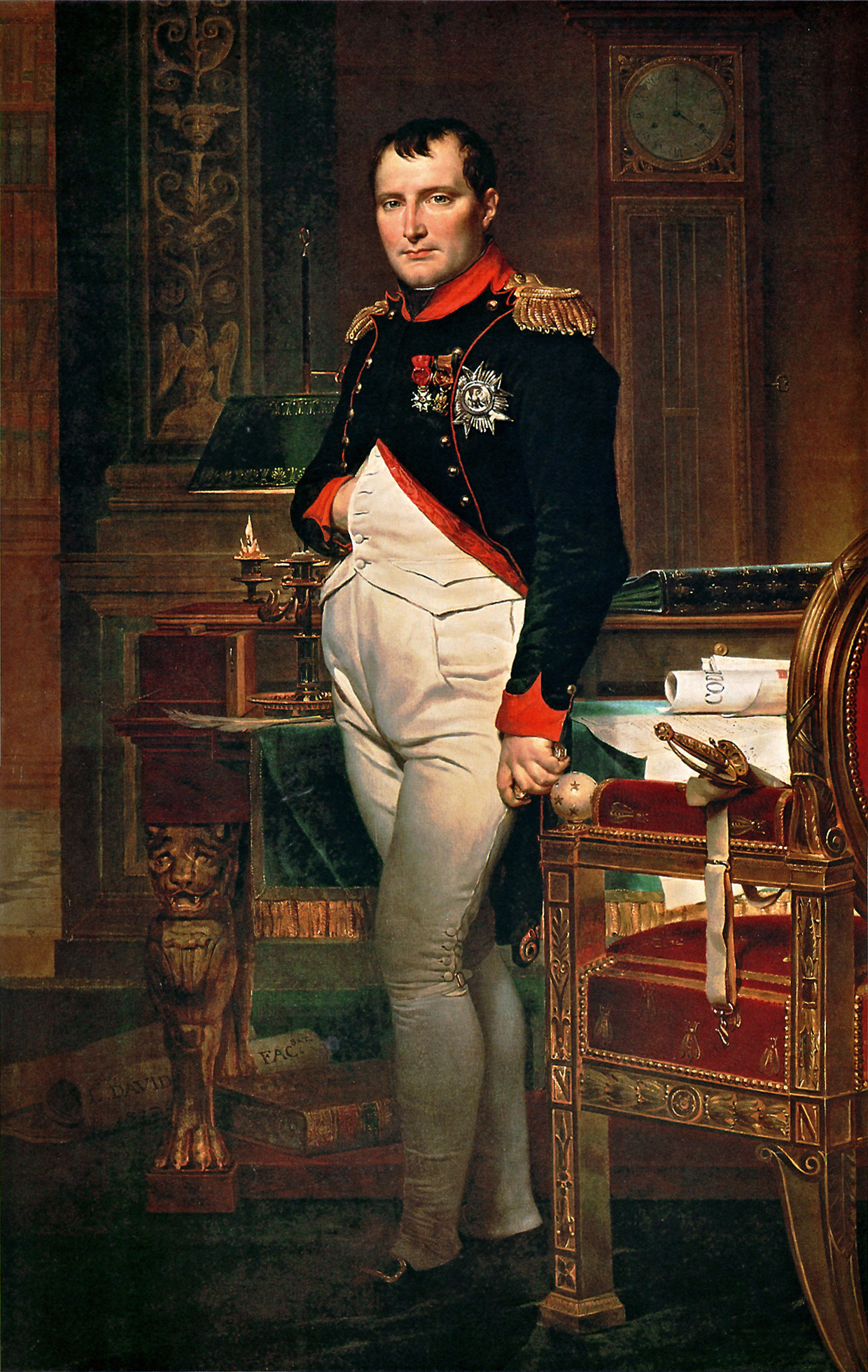
David, Napoleone nel suo gabinetto di lavoro (1812) seconda versione, alla reggia di Versailles.

Il dipinto è un ritratto alla francese di grandi dimensioni, rappresentante Napoleone a grandezza naturale, in piedi. Porta l'uniforme da ufficiale dei granatieri a piedi, blu foderata di bianco con le maniche rosse, con un gilet bianco, decorato delle decorazioni imperiali della Legion d'onore e dell'Ordine della Corona ferrea oltre a due spalline dorate. Indossa una culotte alla francese di colore bianco, oltre a due scarpe nere con fibbie oro. La figura è presentata di tre quarti, con una gamba posta in avanti, il viso rivolto verso lo spettatore, la mano destra nascosta sotto il gilet. Tra i mobili presenti nello studio si riconosce una sedia con una spada appoggiata. La scrivania è di stile imperiale, coi piedi scolpiti a rappresentare la testa di un leone. Tra le sue carte si trova uno scritto dove si legge la parola "CODE" in riferimento appunto al codice legislativo napoleonico. Il pavimento è ricoperto da un tappeto verde sul quale si trovano altri fogli arrotolati, sul primo dei quali si legge la firma del pittore LVDci DAVID OPVS 1812. In secondo piano si trova un grande pendolo che indica le quattro e dieci.
La seconda versione differisce per l'uniforme che è appunto quella dei cacciatori a cavallo della guardia e per l'orologio che segna le quattro precise.